# Carolina Gómez
Carolina Gómez Correa (Cali, 26 de febrero de 1975) es una ex-reina de belleza, Señorita Colombia 1993, primera finalista en Miss Universo 1994, presentadora, actriz y locutora en W radio Colombia con trayectoria internacional en los Estados Unidos.

## Biografía
Su infancia y adolescencia las vivió en Cali. A los dos años se fue a vivir a los Estados Unidos. Regresó a Colombia, radicándose en Bogotá. Entró a estudiar en el Colegio Nueva Granada, de donde salió graduada como bachiller, tiene ascendencia española por parte de su familia paterna. A los 15 años, incursionó en los medios, al trabajar como presentadora del programa «Hoy sábado», en el canal regional Telepacífico de Cali, a la que viajaba una vez por semana. Siendo adolescente, modeló y trabajó como impulsora en eventos, donde obtuvo cierta prominencia desde joven.
Más tarde representó a la capital colombiana, Bogotá, en el Concurso Nacional de Belleza de Colombia, obteniendo el título de Señorita Colombia 1993, que le permitió viajar a Manila, Filipinas para representar a su país en el concurso Miss Universo 1994 en donde obtuvo uno de los mayores puntajes de la noche y el mejor puntaje en traje de gala en la historia del Miss Universo, lo cual la llevó a ser virreina, siendo la tercera reina colombiana en alcanzar dicho puesto de manera consecutiva, luego de Paola Turbay en 1992 y Paula Andrea Betancourt en 1993.
Tras su paso como reina, incursionó en el modelaje con éxito en las pasarelas de Miami e Italia, fue presentadora de televisión con "Stars", programa dedicado a entrevistar celebridades y reemplazando al asesinado cómico Jaime Garzón en el programa dominical "Locos Videos". Fue además productora de televisión, como socia de Vista Producciones Inc. A finales de 2003 debutó como actriz con su papel de presentadora en la telenovela del Canal Caracol y Teleset El auténtico Rodrigo Leal, junto al actor argentino Martín Karpan con quien sostuvo una relación amorosa por varios años. Su papel la catapultó al rol protagónico en La viuda de la Mafia, emitida entre 2004 y 2005 por el Canal RCN, y diferentes series internacionales como Tiempo Final, Sin Retorno y Mujeres Asesinas. También protagonizó la novela Marido a sueldo junto al argentino Daniel Kuzniecka.
Debutó como actriz cinematográfica en varias películas, de las cuales destaca la película de intriga y humor negro Bluff, junto a Catalina Aristizábal, Víctor Mallarino y Luis Eduardo Arango, entre otros. La cinta tuvo muy buenas reseñas y muy buena taquilla en toda Colombia, en su estreno en marzo de 2007, superando a Ghost Rider. En agosto de 2007, viajó a Los Ángeles a coprotagonizar una película escrita por el comediante Rob Schneider, acerca de las tribus indígenas, titulada The Chosen One. En 2008, protagonizó Saluda al Diablo de mi parte, junto al actor Venezolano Edgar Ramírez y luego junto al actor estadounidense Vincent Gallo, en el mediometraje colombiano 1989. En 2010, Carolina trabajó en diferentes proyectos en Brasil (Federal: película dirigida por Erik DeCastro) y España (Karabudjan: miniserie española dirigida por Koldo Serra) además de haber participado ese año en dos de los proyectos más importantes de la industria colombiana del entretenimiento. Su protagónico como Alicia Durán en A Corazón Abierto le mereció un premio a la mejor actriz. A Corazón Abierto, adaptación de la afamada serie estadounidense Grey's Anatomy, se posicionó como la serie de más alto índice de audiencia en la historia de la televisión abierta y privada en Colombia. Durante ese mismo año, Carolina protagonizó la película El Paseo, comedia familiar que, al igual que "A Corazón Abierto", fue un éxito rotundo en la taquilla. Ha sido, hasta el momento, la película colombiana más taquillera en la historia de la industria de este país. Carolina es la cuarta actriz colombiana en incursionar en el mercado de cine estadounidense; las otras tres son Sofía Vergara, Paola Turbay y Catalina Sandino.
En febrero de 2008, Carolina viajó a Argentina, a grabar la segunda temporada de la adaptación colombiana de la serie estadounidense Amas de casa desesperadas, en la cual personificó a Eugenia de Koppel (Bree en la versión estadounidense) y que fue interpretada en la primera temporada por la actriz venezolana Ruddy Rodríguez. En diciembre de 2008, el canal japonés NTV realizó un especial que durante la aparición de Carolina llegó a su punto más alto de índice de audiencia. En 2011 actuó La Teacher de Inglés, como Pilar (Pili) junto a Víctor Mallarino.

## Filmografía

### Televisión
| Año       | Título                                | Personaje                                                 |
| --------- | ------------------------------------- | --------------------------------------------------------- |
| 2003-2004 | El auténtico Rodrigo Leal             | Carmen Morena                                             |
| 2004-2005 | La viuda de la mafia                  | Diana Martín de Montes "La viuda de la mafia"             |
| 2007-2008 | Marido a sueldo                       | Emilia Cabal                                              |
| 2007-2008 | Mujeres Asesinas                      | Graciela, la Incendiaria / Blanca, la operaria            |
| 2008      | Tiempo final                          | Susana "Ep35: Aficionados"                                |
| 2008-2009 | Sin retorno                           | Ángela "Ep11: La muerte comienza por casa"                |
| 2008-2009 | Sin retorno                           | Marcela "Ep28: Una nueva acompañante"                     |
| 2010-2011 | A corazón abierto                     | Dra. Alicia Durán                                         |
| 2010      | Karabudjan                            | Ana Paula Canetti Bustamante                              |
| 2011      | La teacher de inglés                  | Pilar Ortega                                              |
| 2013-2014 | Mentiras perfectas                    | Julia Pombo                                               |
| 2015      | La tusa                               | María Sáenz                                               |
| 2016      | Ruta 35                               | Mariana Márquez                                           |
| 2016      | Bloque de búsqueda                    | Milena Bolívar de Martín                                  |
| 2017      | Lucifer                               | Bianca Ruiz (Participación especial)                      |
| 2017-2018 | Sangre de mi tierra                   | Natalia Martínez de Montiel                               |
| 2018      | SEAL team                             | Carla Reyes                                               |
| 2019      | El Barón                              | María Clara Díaz                                          |
| 2020      | Decisiones: Unos ganan, otros pierden | Liliana Martínez "Ep21: Indigna justicia"                 |
| 2020-2025 | La venganza de Analía                 | Analía Guerrero / Ana Lucía Junca / Ana Lucía Mejía Junca |
| 2023      | Cómo sobrevivir soltero               | Esther Peralta                                            |
| 2023      | Ventino: el precio de la gloria       | Martina Pumarejo                                          |
| 2023      | Los Billis                            | Isabel Vega                                               |
| 2024-2025 | Acapulco                              | Julia                                                     |

## Reality
| Año  | Título               | Rol          |
| ---- | -------------------- | ------------ |
| 2013 | La pista             | Presentadora |
| 2022 | MasterChef Celebrity | Participante |

## Cine
| Año  | Título                           | Personaje            |
| ---- | -------------------------------- | -------------------- |
| 2004 | Martinis al atardecer            |                      |
| 2007 | Bluff                            | Alexandra            |
| 2009 | 1989 (Cortometraje)              | Mesera               |
| 2010 | El Paseo                         | Hortensia de Peinado |
| 2010 | Federal                          | Sophia               |
| 2010 | The chosen one                   | Marissa              |
| 2011 | Saluda al diablo de mi parte     | Helena               |
| 2012 | La lectora                       | Karen                |
| 2014 | The Effect of Blunt Force Trauma | Marla                |
| 2014 | Adelaida                         | Guardian del Bosque  |
| 2017 | #RealityHigh                     | Adriana Medina       |
| 2021 | Los Descendientes (Cortometraje) | Camila               |

### Videos
- Ay Amor - Fonseca

## Premios y nominaciones

### Premios India Catalina
| Año  | Categoría                                                 | Telenovela o serie    | Resultado |
| ---- | --------------------------------------------------------- | --------------------- | --------- |
| 2021 | Mejor actriz protagónica de telenovela, serie o miniserie | La venganza de Analía | Ganadora  |
| 2017 | Mejor actriz protagónica de telenovela o serie            | Bloque de Búsqueda    | Nominada  |
| 2014 | Mejor actriz protagónica de serie o miniserie             | Mentiras perfectas    | Ganadora  |
| 2006 | Mejor actriz protagónica                                  | La viuda de la mafia  | Nominada  |
| 2005 | Mejor actriz protagónica                                  | La viuda de la mafia  | Nominada  |

### Premios TVyNovelas
| Año  | Categoría                         | Telenovela o Serie   | Resultado |
| ---- | --------------------------------- | -------------------- | --------- |
| 2016 | Mejor actriz antagónica de serie  | La tusa              | Nominada  |
| 2014 | Mejor actriz protagónica de serie | Mentiras Perfectas   | Ganadora  |
| 2011 | Mejor actriz antagónica de serie  | A corazón abierto    | Ganadora  |
| 2005 | Mejor actriz protagónica          | La viuda de la Mafia | Ganadora  |

### Premios Talento caracol
| Año  | Categoría          | Telenovela, Serie y Programa | Resultado |
| ---- | ------------------ | ---------------------------- | --------- |
| 2014 | Mejor Actriz       | Mentiras Perfectas           | Ganadora  |
| 2014 | Mejor Presentadora | La pista                     | Nominada  |

### Otros premios
- Talento Caracol a Mejor Beso, por Mentiras Perfectas
- Placa del Programa Sweet a Mejor Actriz Revelación, por El auténtico Rodrigo Leal